# Biserica greco-catolică din Boian
Biserica Romană Unită cu Roma, Greco-Catolică, Boian se află în satul Boian din județul Sibiu, Transilvania, România

## Scurt istoric

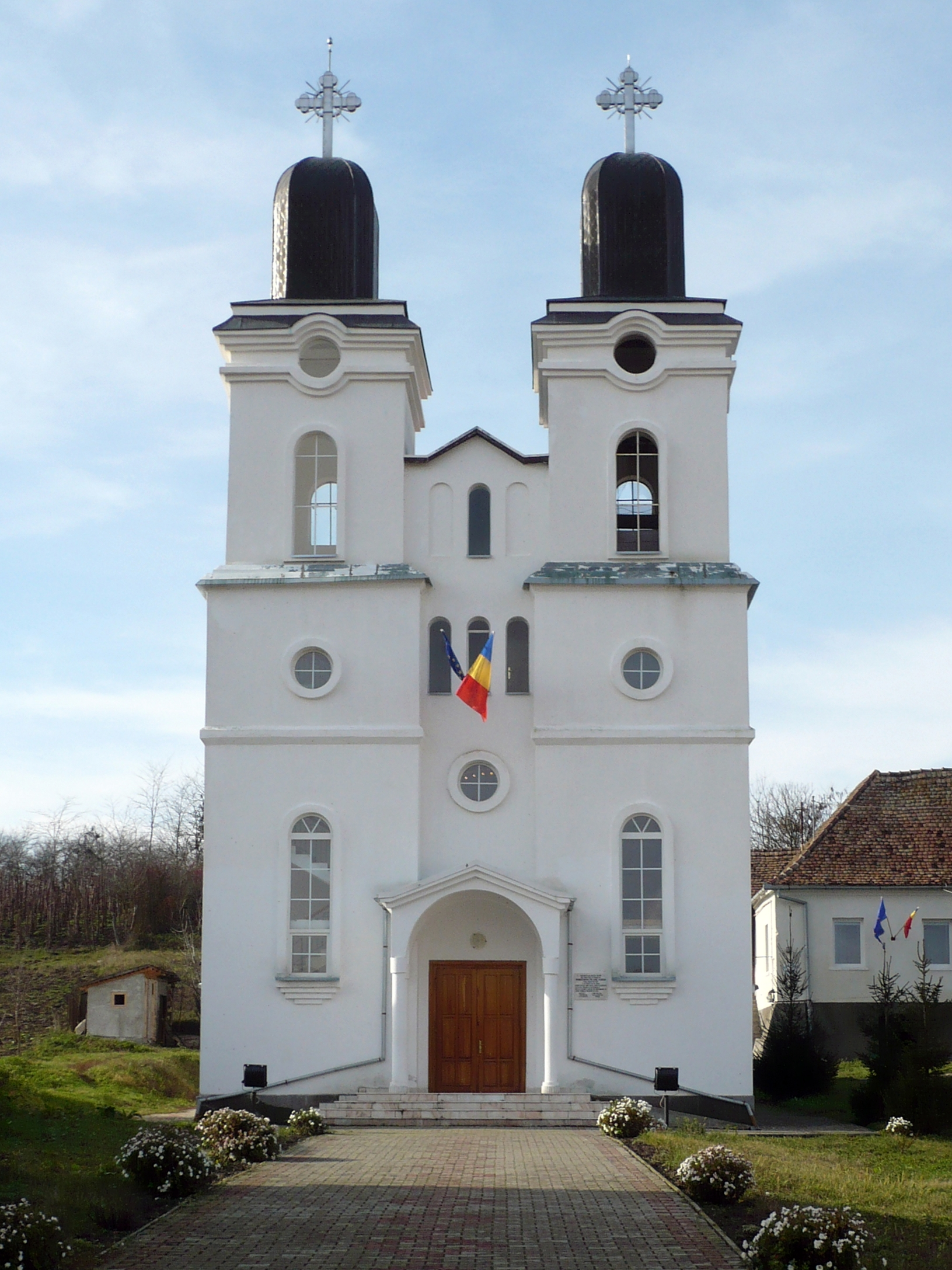
Biserica Greco-Catolică din Boian

După șematismul Bisericii Române Unite cu Roma, tipărit in anul 1900, parohia greco-catolică din Boian era una medie din punctul de vedere al numărului credincioșilor. În anul 1930 Biserica Unită scoate altă publicație în care este indicat un număr mai mare de credincioși, cu mențiunea că se slujește într-o biserică veche situată în cimitirul satului, se mai scrie faptul că există casă parohială și o suprafață destul de întinsă de teren.
În toamna anului 1948 lucrurile primesc o mare schimbare din cauza faptului că din acea toamnă cultul greco-catolic a fost desființat, terenurile sunt trecute în posesia Statului Român, pe acel timp al comunismului, casa parohială este vândută unei persoane fizice iar biserica este dărâmată deoarece ajunseseră într-o stare avansată de degradare.
Reînființarea Parohiei Boian după revoluția din 1989 a avut loc in anul 1996, sub directa îngrijire a monseniorului George Surdu, fost rector al Misiunii Greco-Catolice din Paris, fiu al satului Boian și cu sprijinul preotului Ioan Muntean, protopopul de atunci al Mediașului. 
Prima Sfântă Liturghie a fost oficiată pe data de 31 mai 1998 de monseniorul Surdu însoțit de mai mulți preoți. La început această parohie a avut un număr de 34 credincioși. Numărul acestora a crescut datorită numărului mare de părinți care au decis să–și boteze copiii în biserica bunicilor lor.
În data de 8 septembrie 1999 a fost așezată piatra de temelie pentru noua biserică, în prezența mitropolitului Lucian Mureșan și a a arhiepiscopului George Guțiu.
Până în toamna anului 2001 toate oficiile liturgice se făceau într-o capelă improvizată dintr-o casă pe care Pr.Monsenior a cumpărat-o pentru Parohie, iar în luna septembrie a aceluiași an pe data de 2 s-a sfințit noul lăcaș de închinăciune în prezența IPSS Lucian Mureșan.
În anul 2009 parohia avea 189 de credincioși dintre care 23 copii. 

## Galerie de imagini

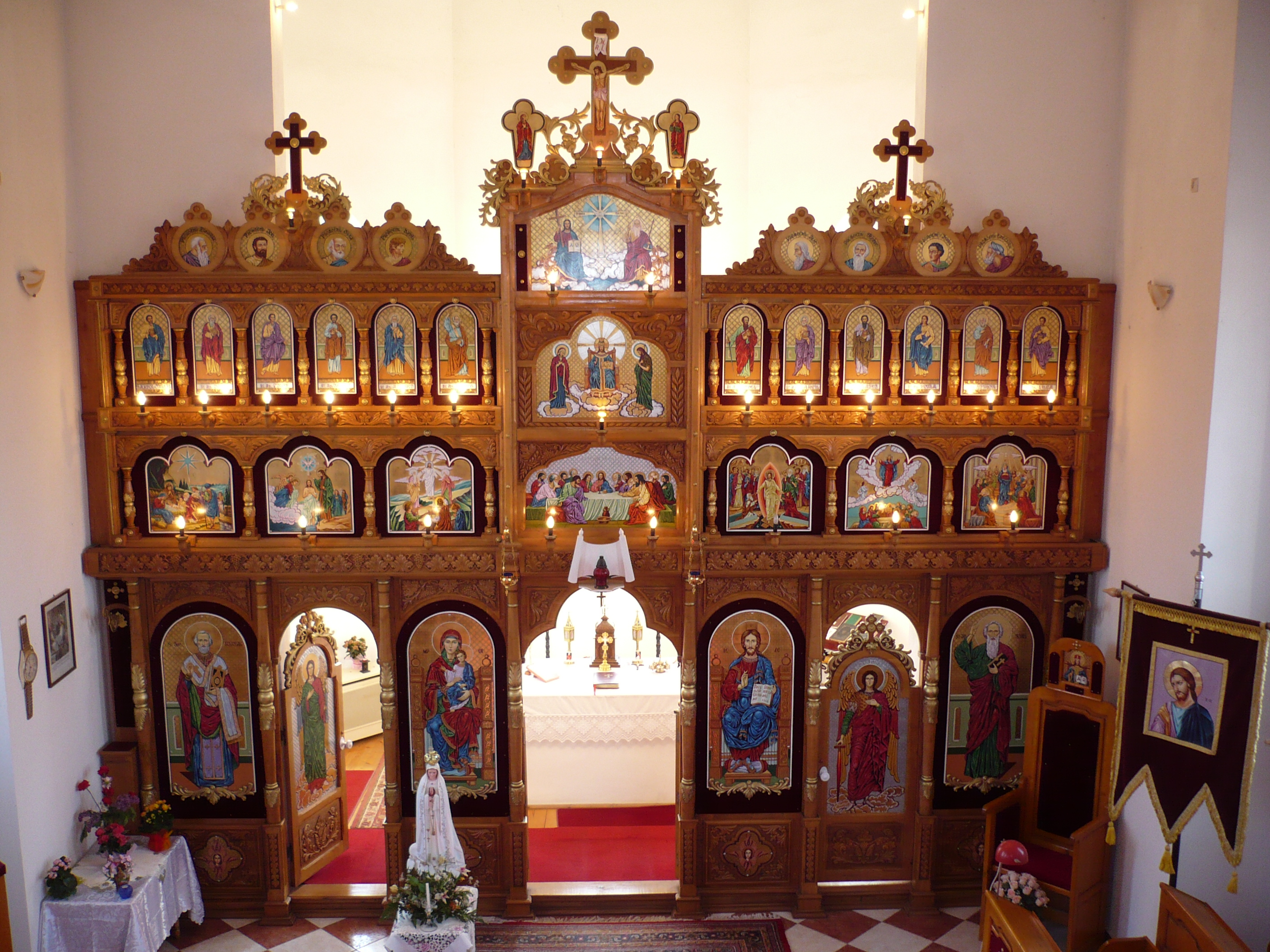
Iconostas
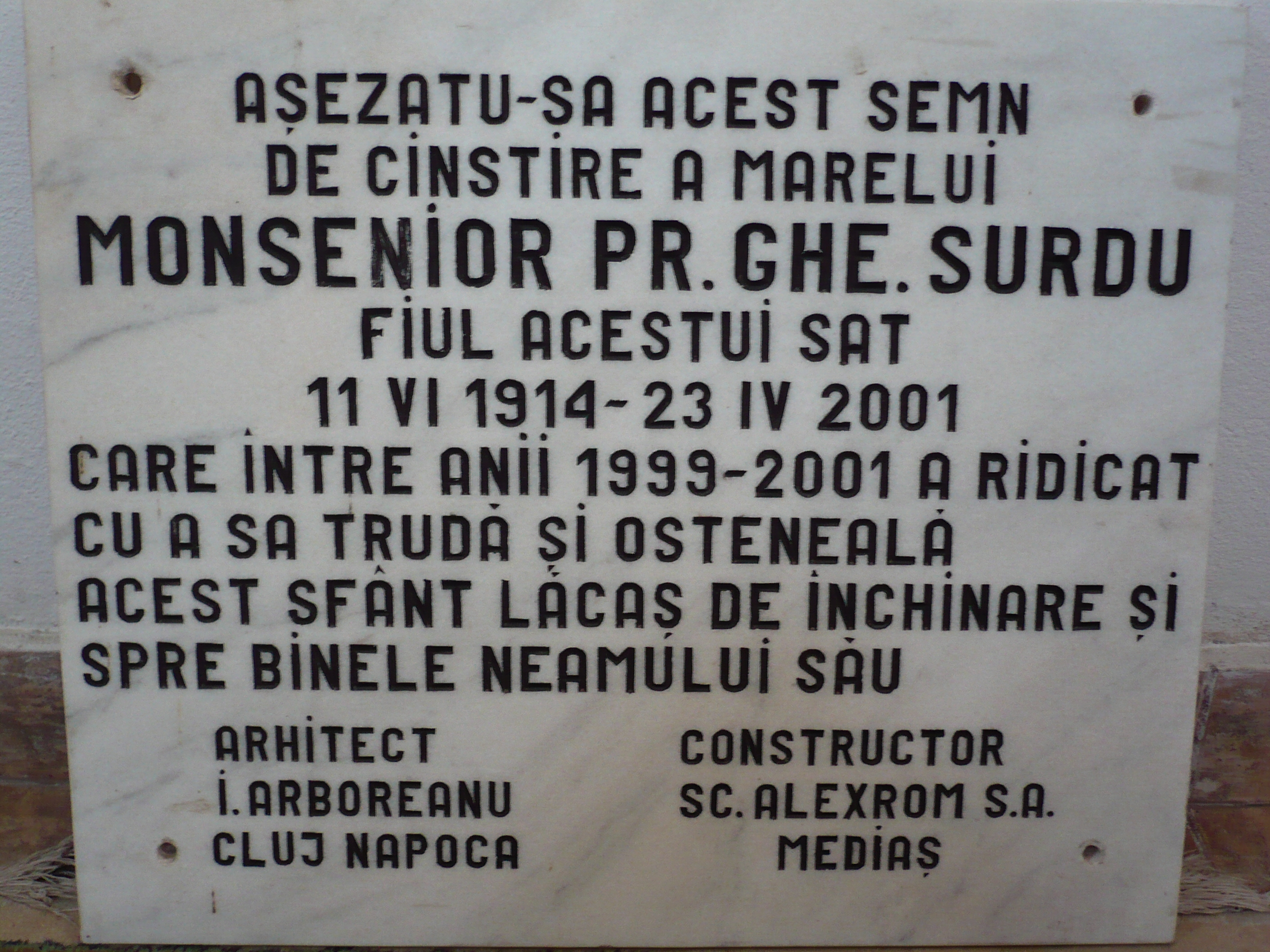
Placută comemorativă
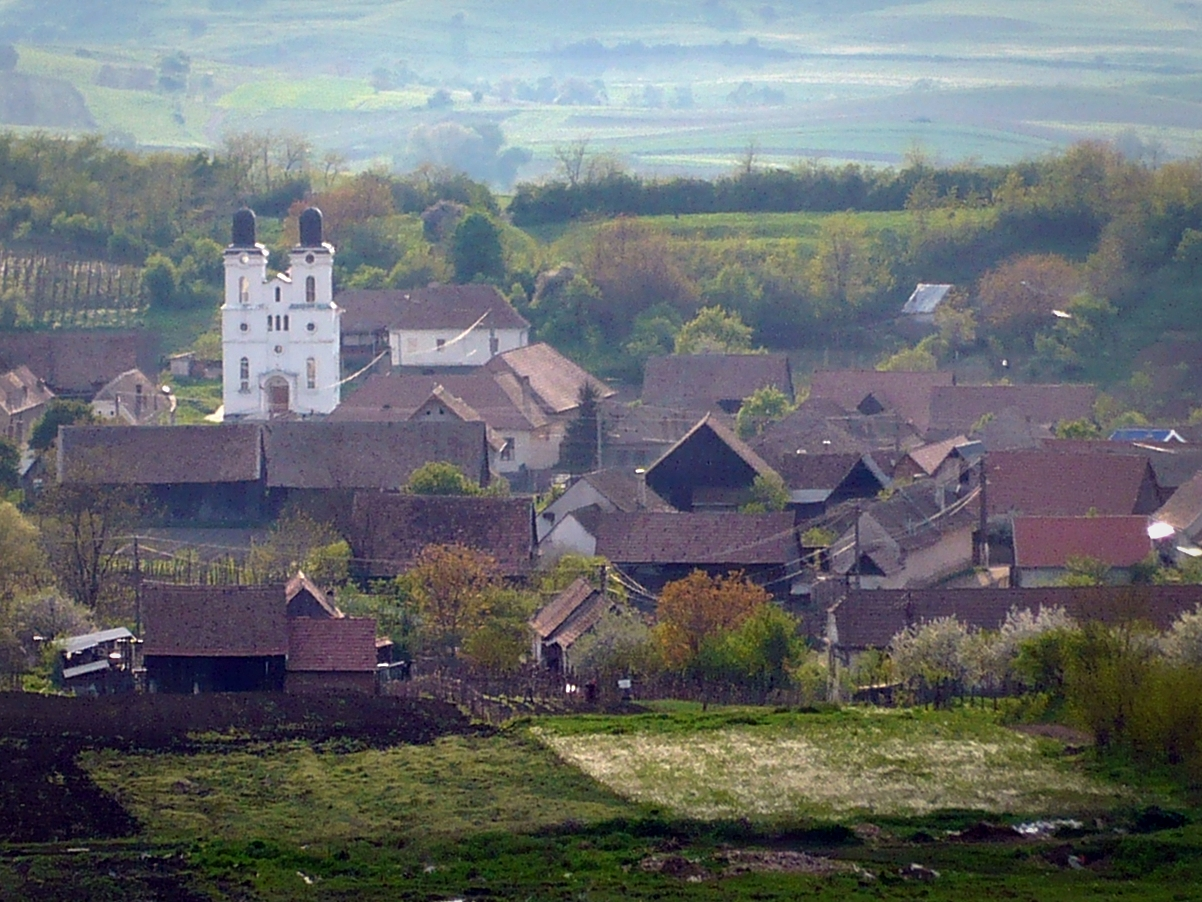
Biserica Greco-Catolică - vedere generală
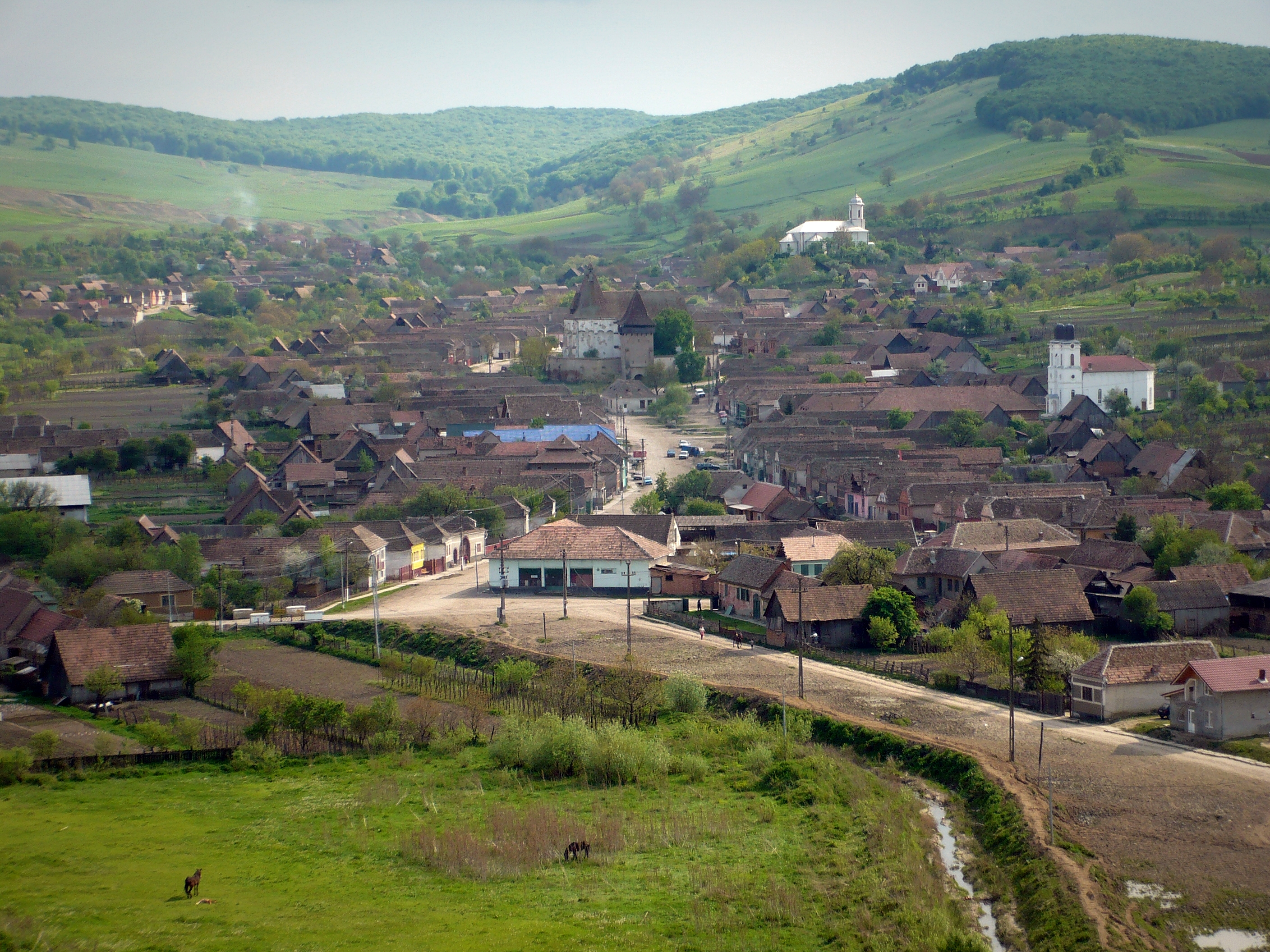
Bisericile satului Boian
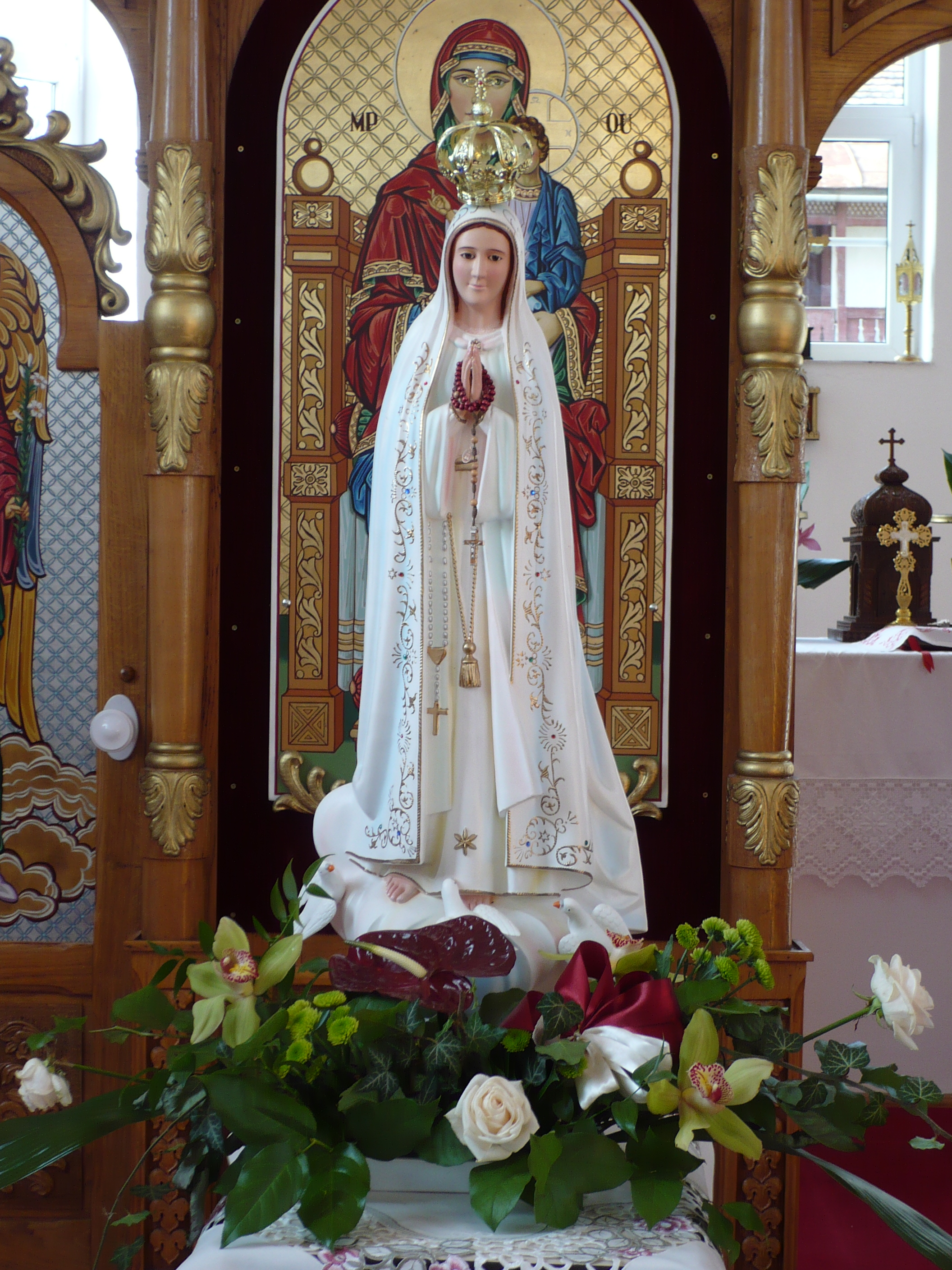
Fecioara Maria
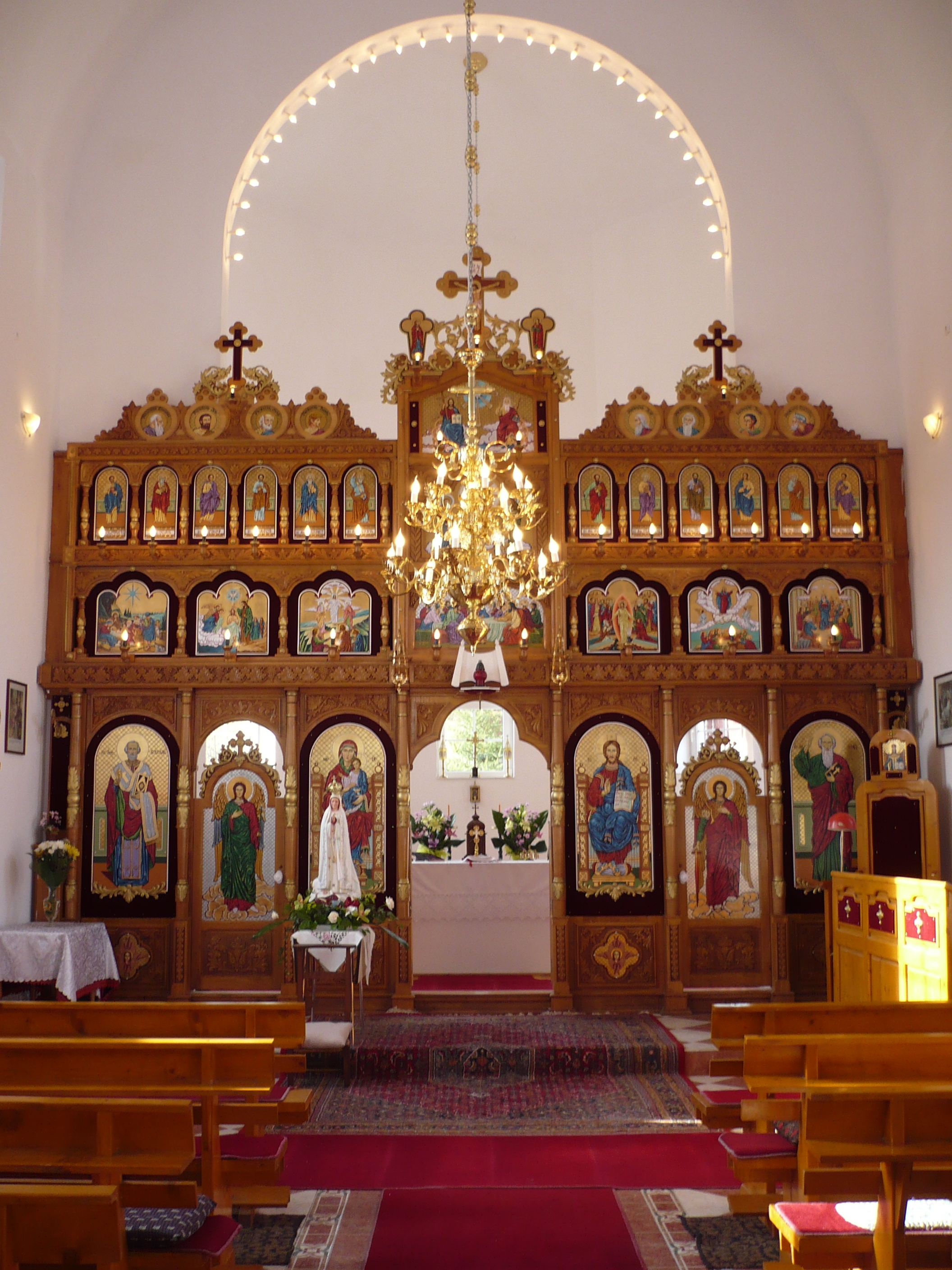
Interior
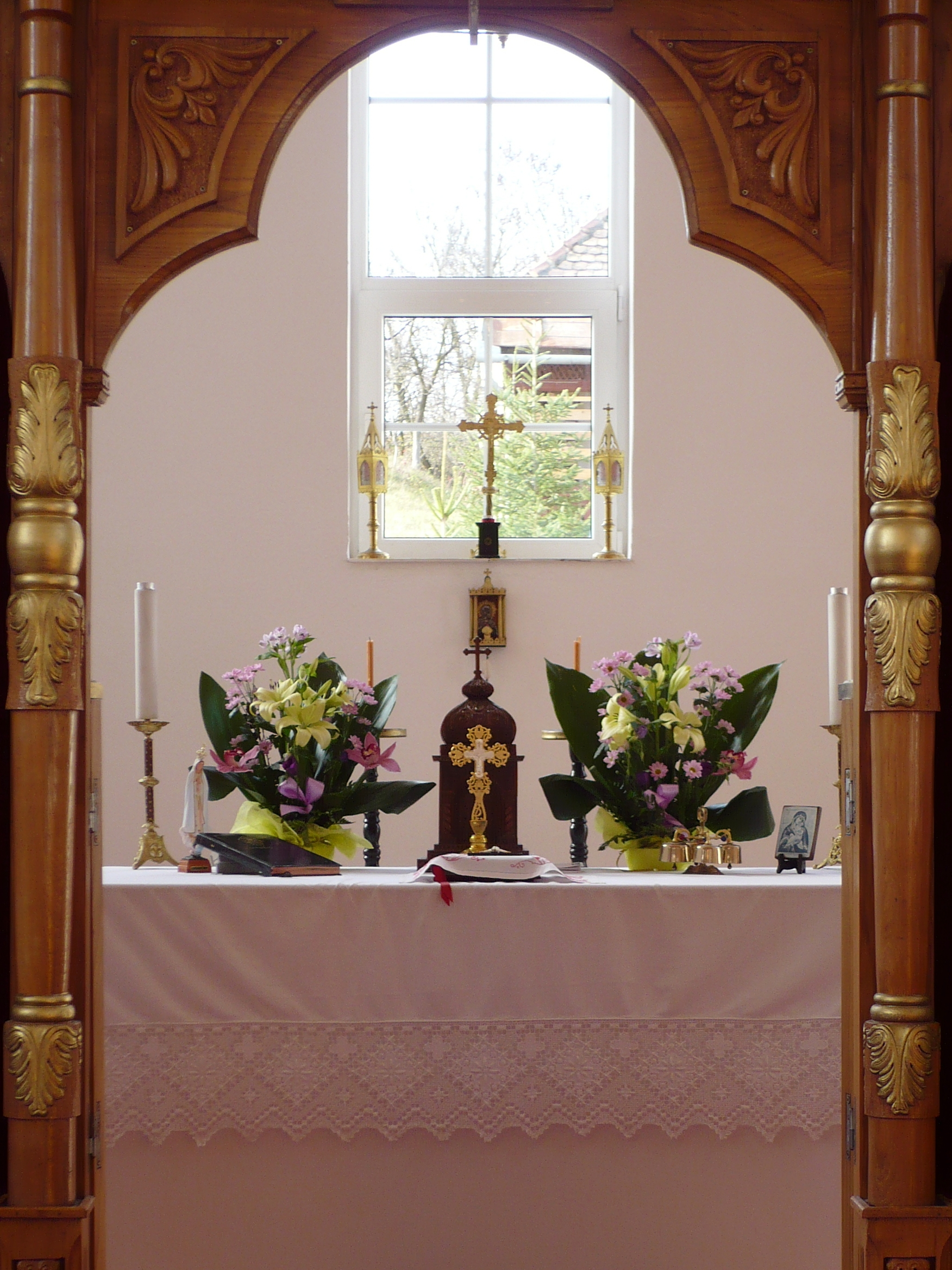
Interior
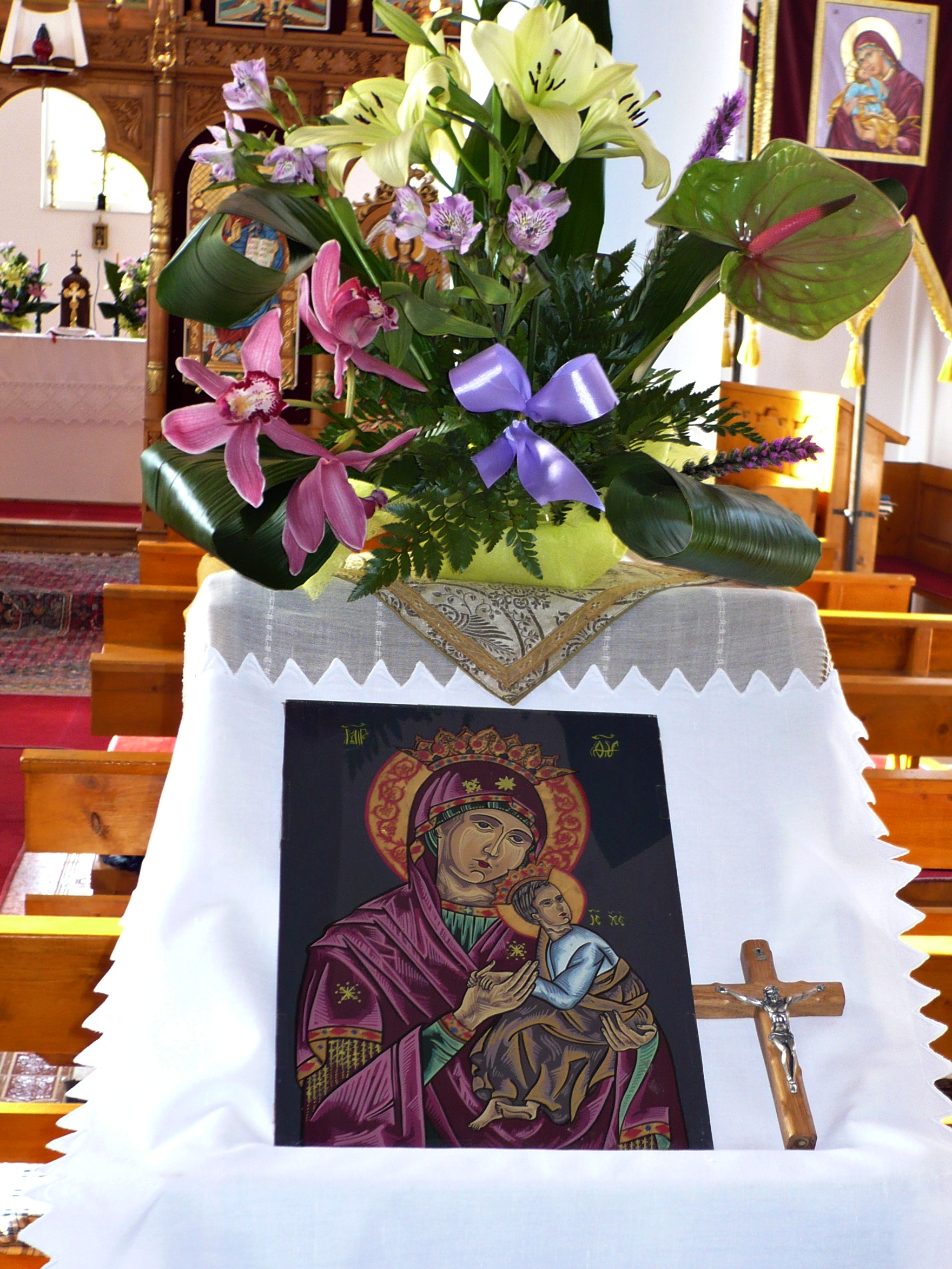
Icoana
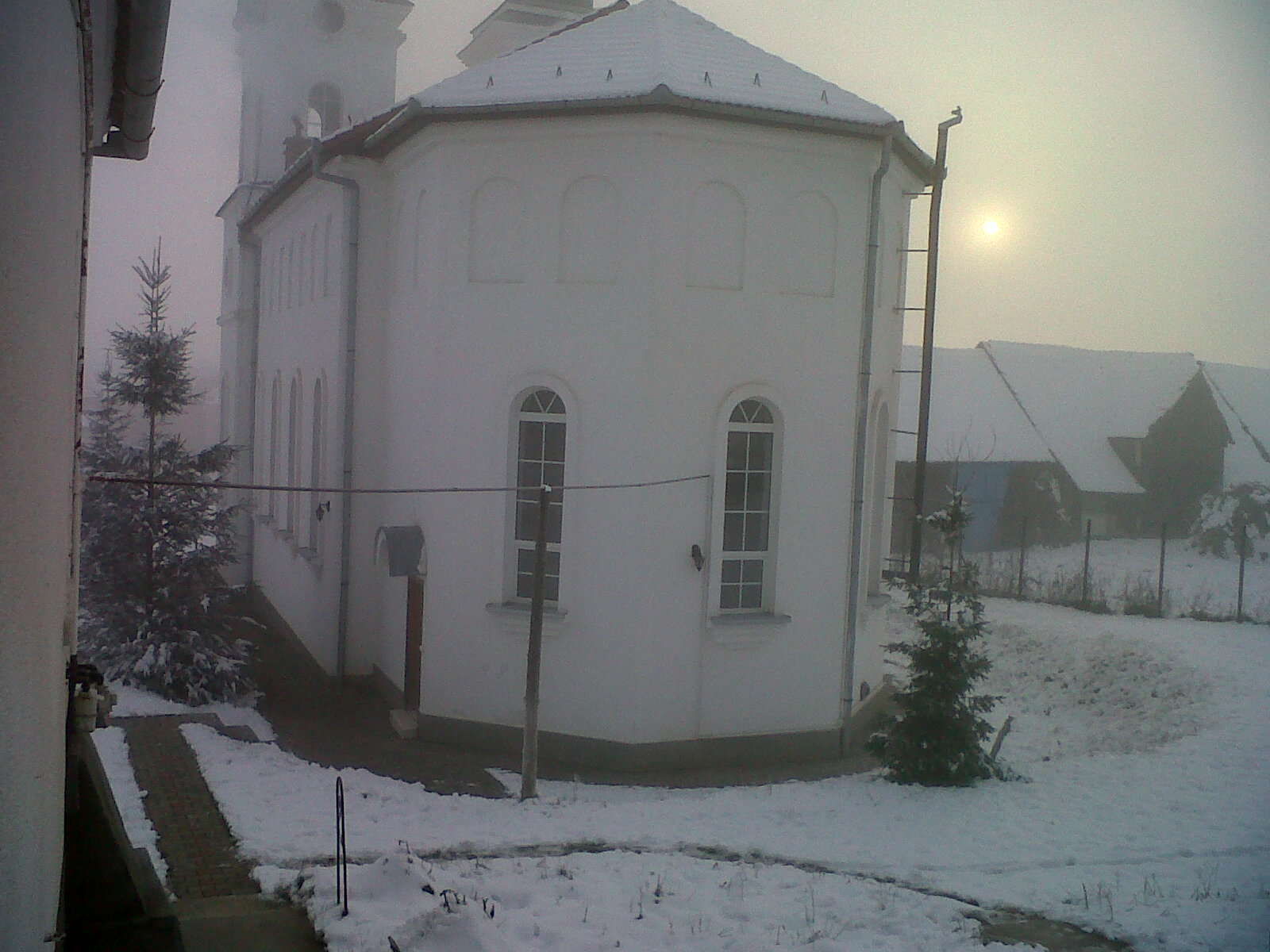
Biserica iarna
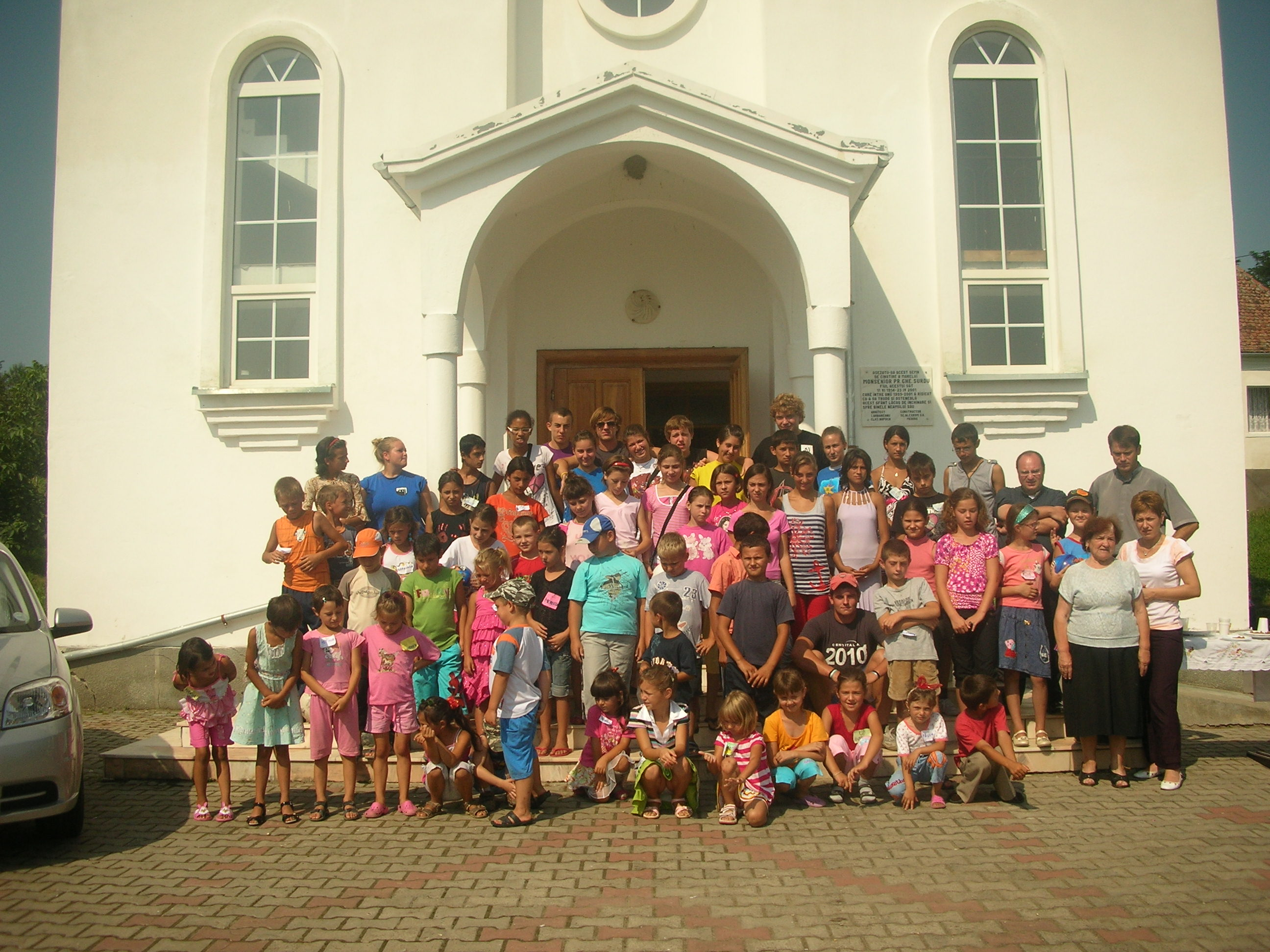
Tabară de vară cu tineri din Boian și Italia (august 2010)
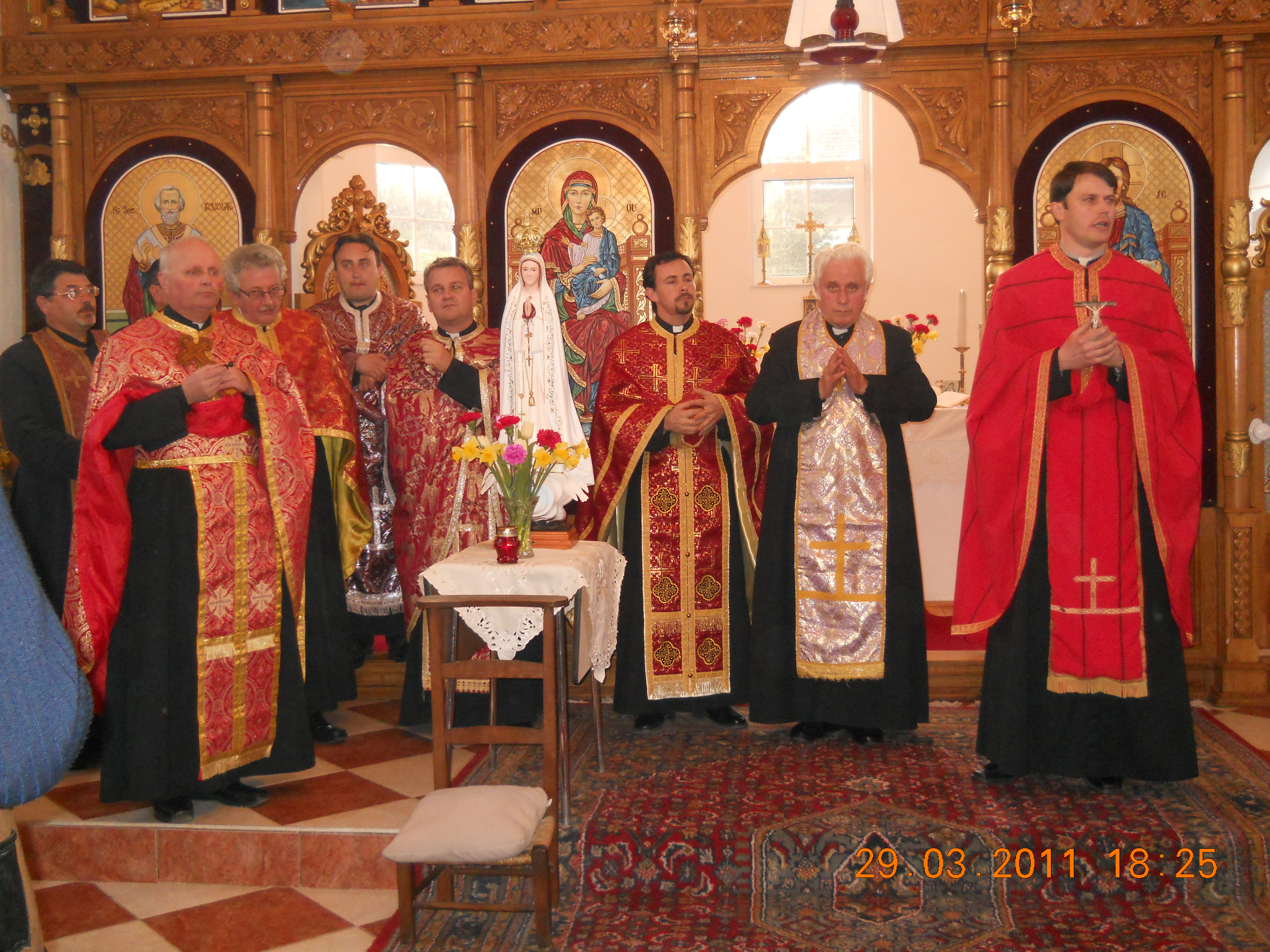
Lit. Înaintesfinţitelor cu preoţii din Protopopiatul Târnăveni (Martie 2011)
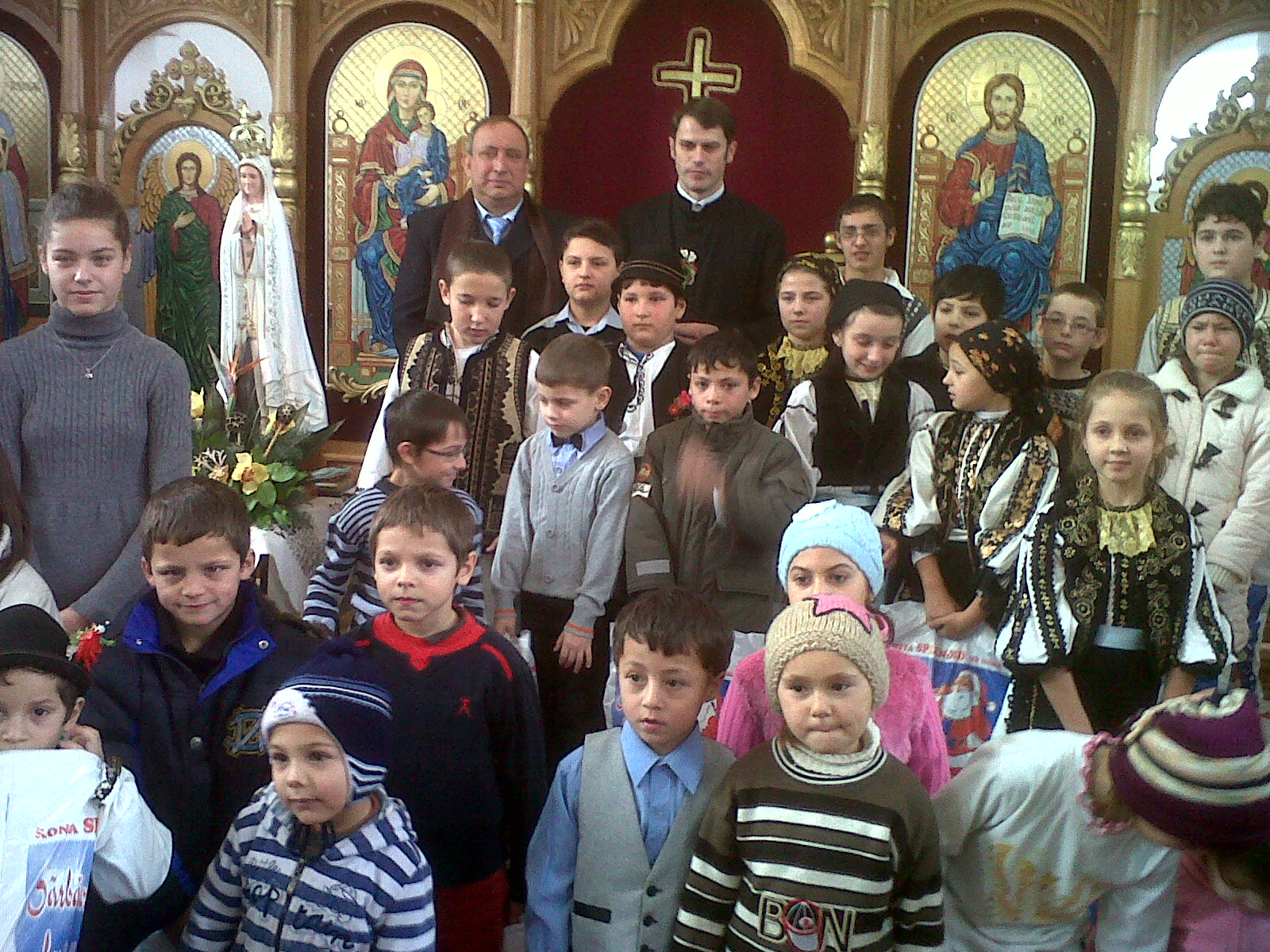
Serbare de Crăciun - 2012
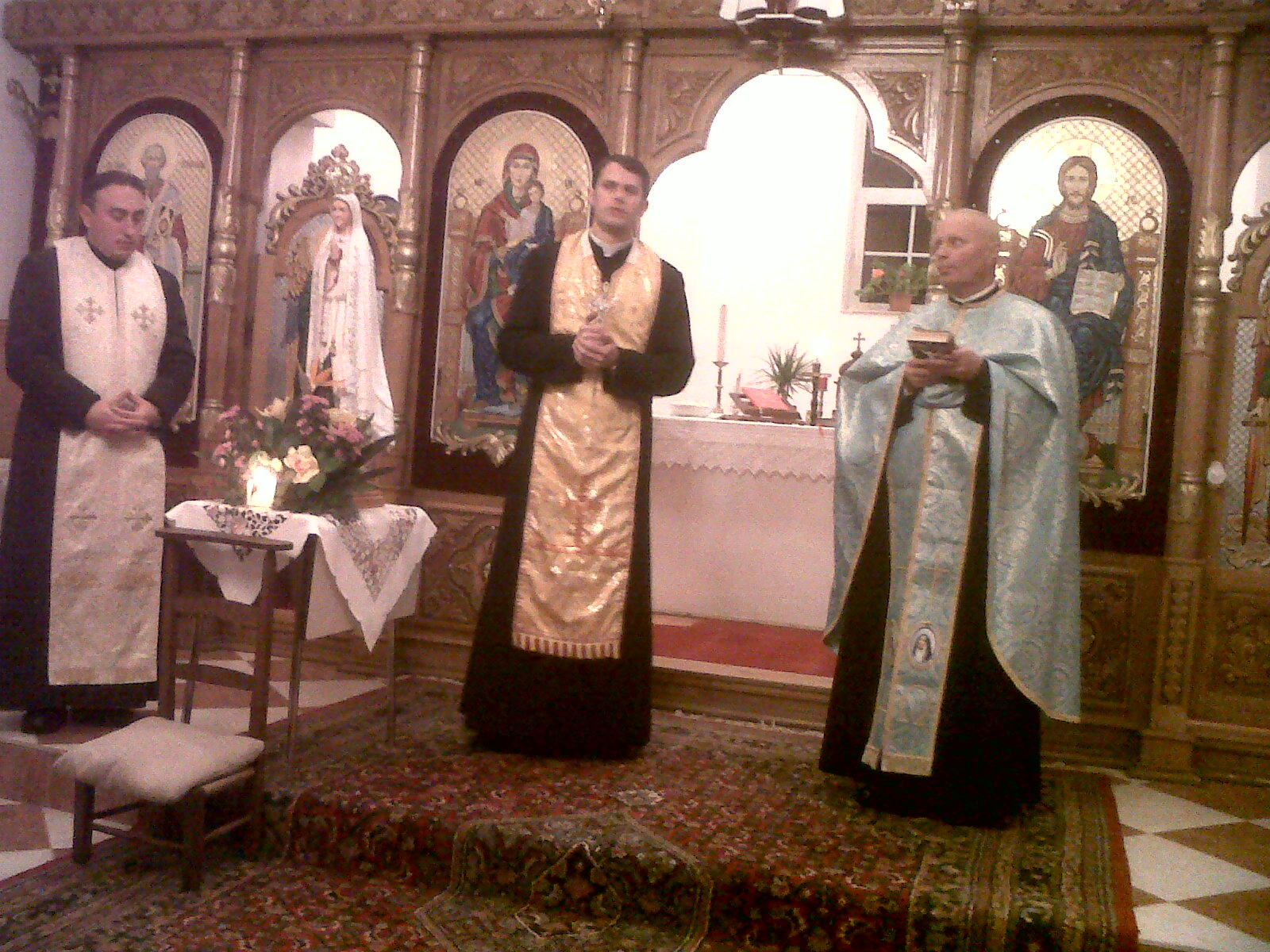
Slujbă cu preoţii din Protopopiatul Târnăveni (Dec. 2012)
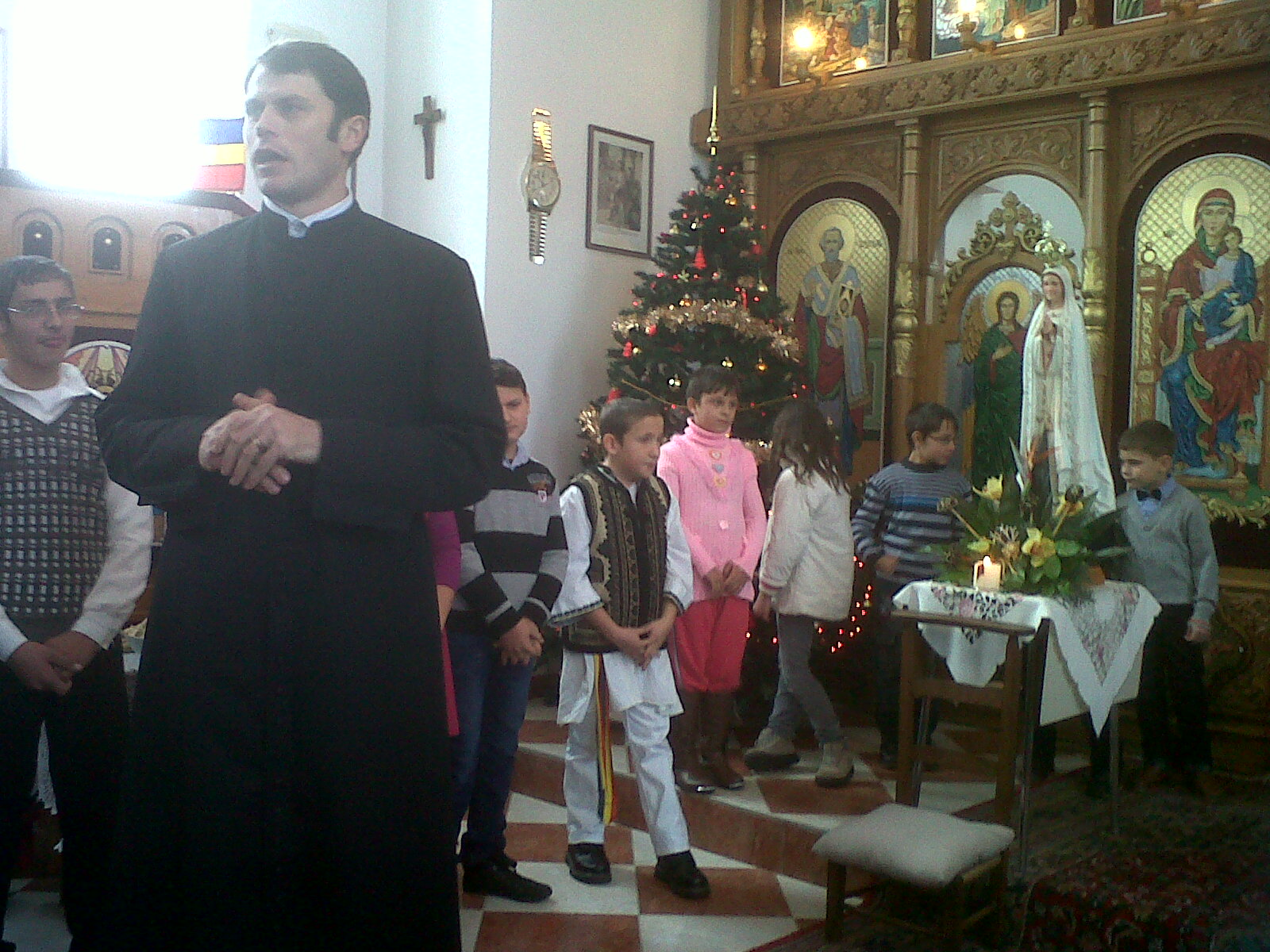
Serbare de Craciun - Decembrie 2012
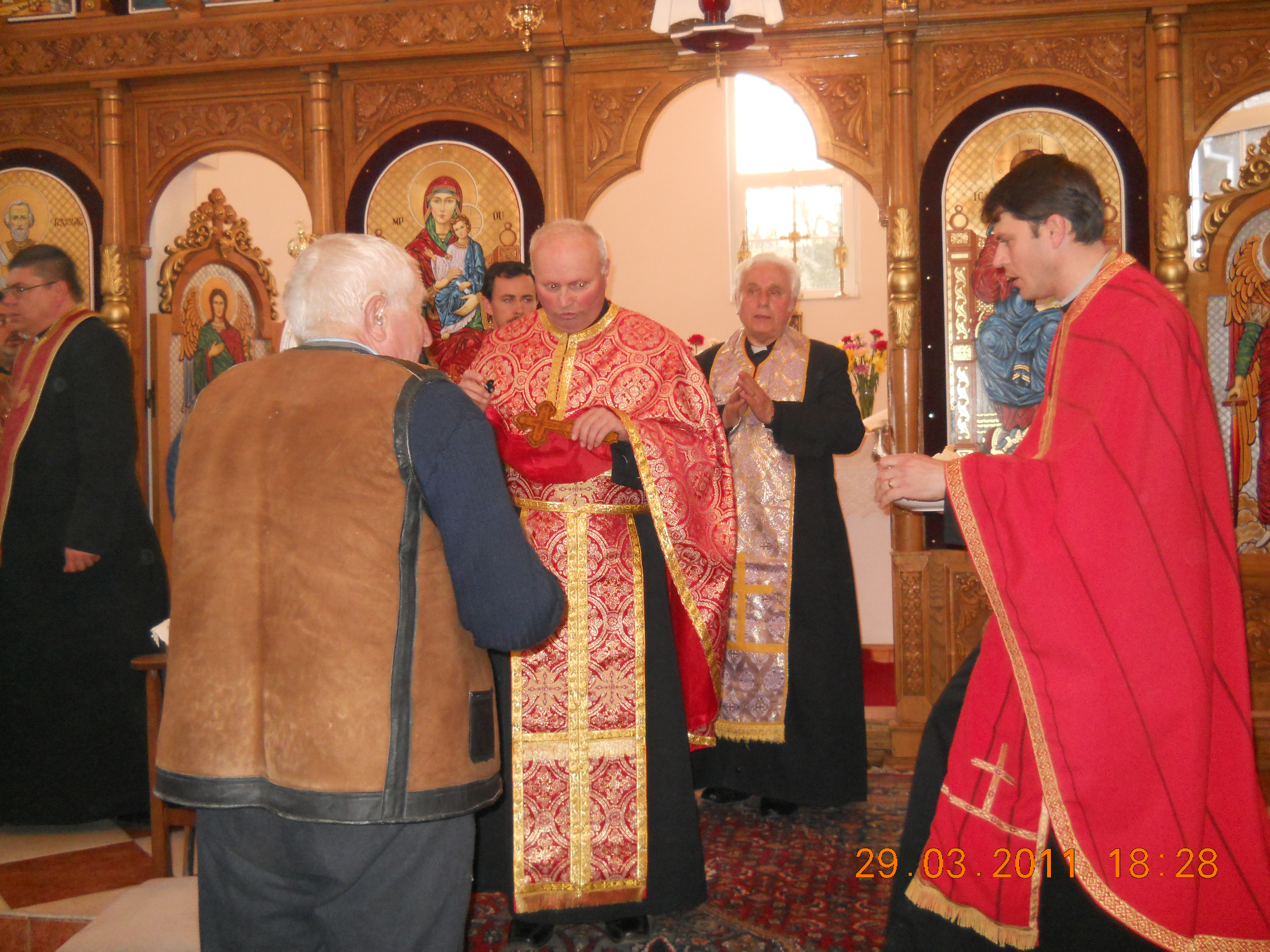
Slujbă cu preoţii din Protopopiatul Târnăveni (Dec. 2012)
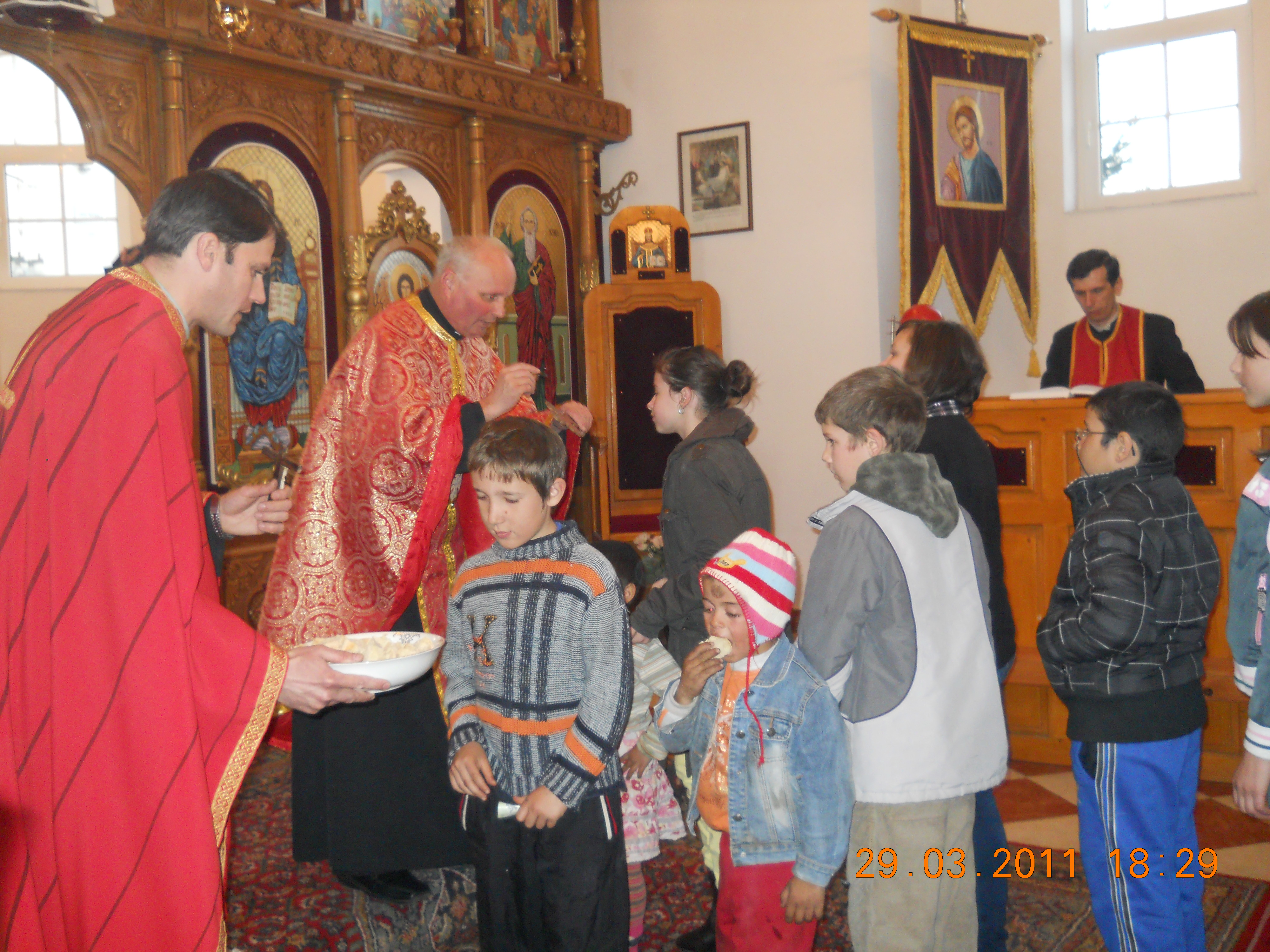
Slujbă cu preoţii din Protopopiatul Târnăveni (Dec. 2012)
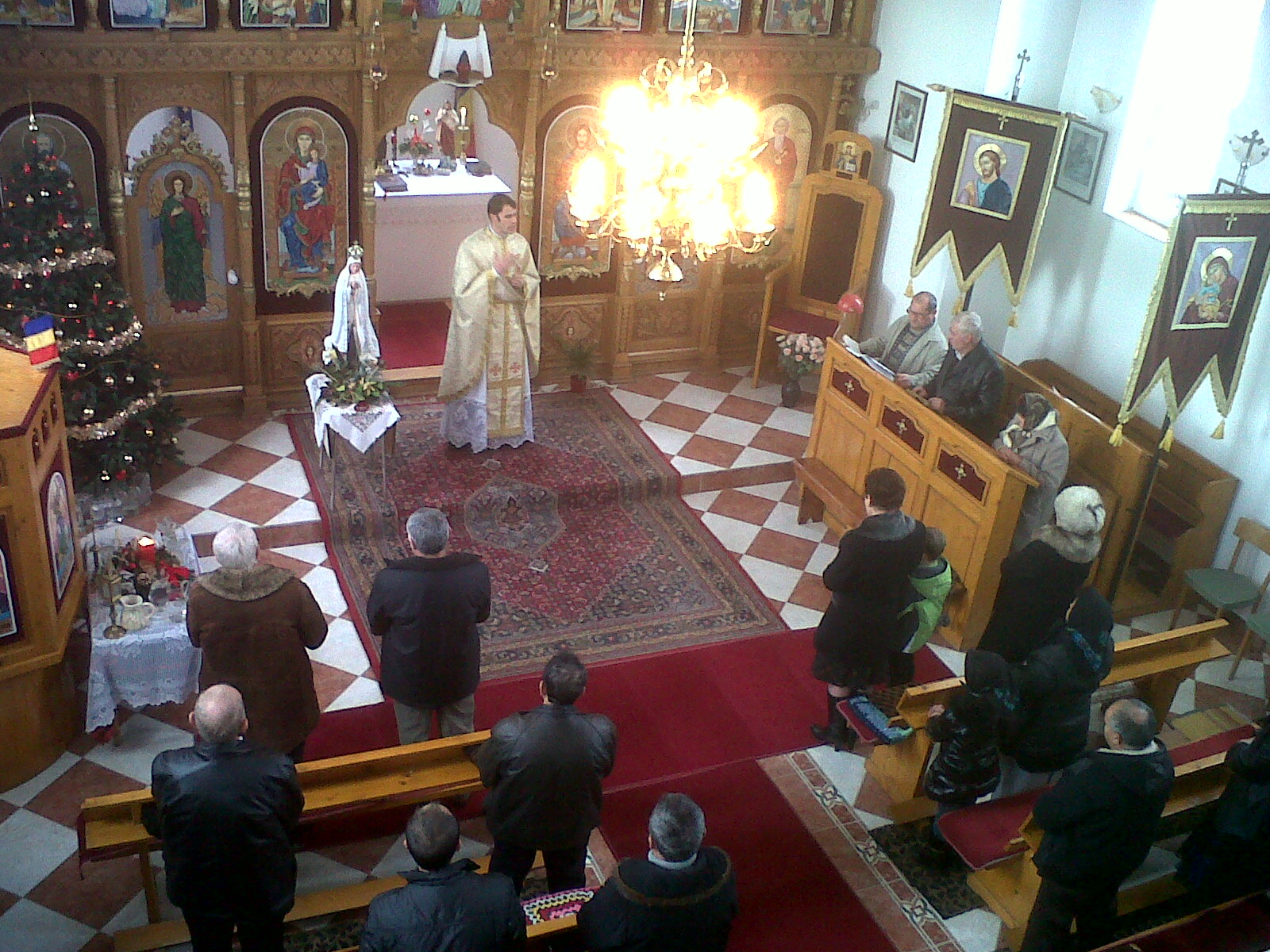
Botezul Domnului - Ianuarie 2013
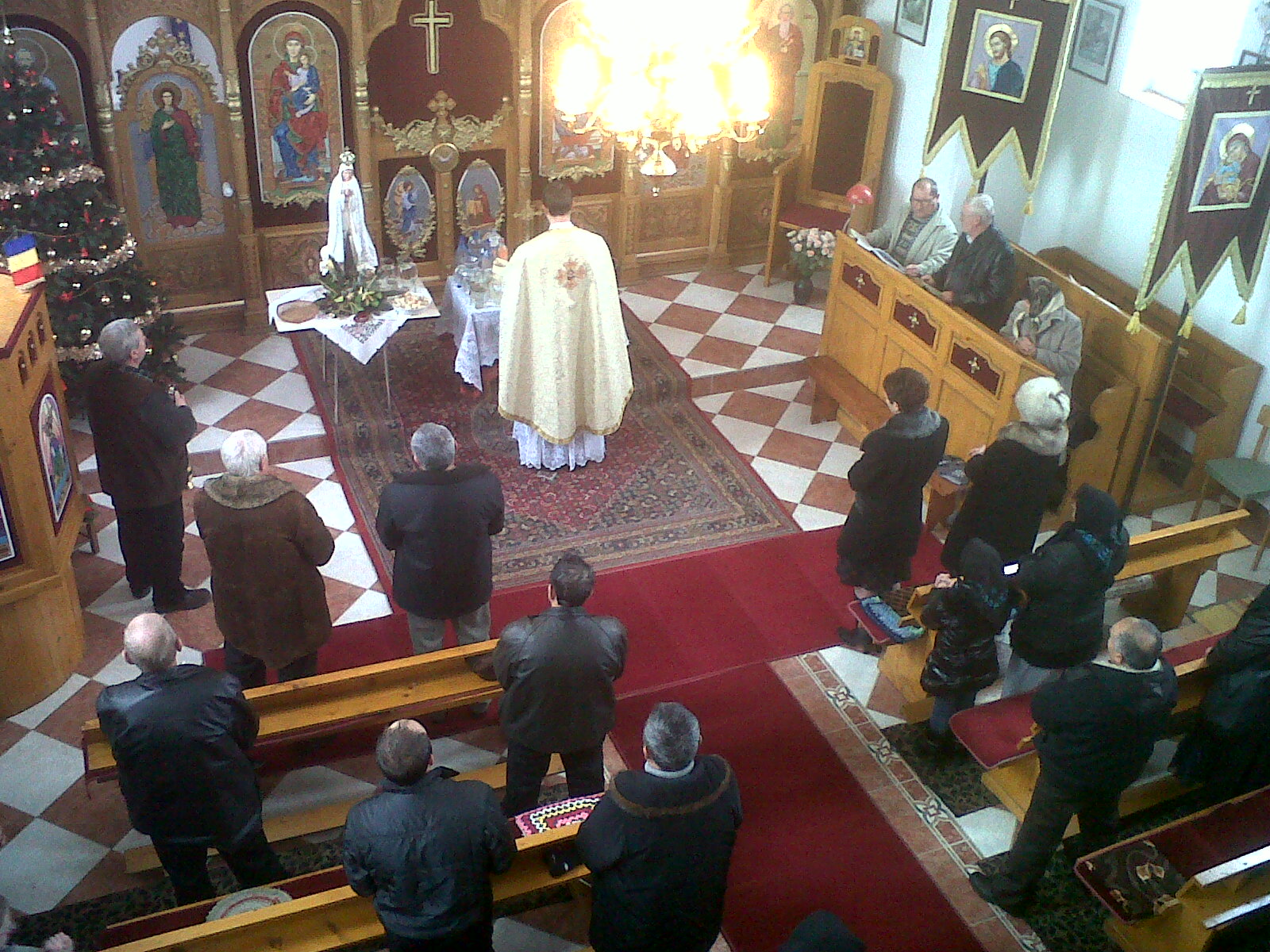
Botezul Domnului - Ianuarie 2013